# Haliclona esperi
Haliclona esperi är en svampdjursart som först beskrevs av Arnesen 1903.  Haliclona esperi ingår i släktet Haliclona och familjen Chalinidae. Inga underarter finns listade i Catalogue of Life.